# Polyblastus pinguis
Polyblastus pinguis là một loài tò vò trong họ Ichneumonidae.